# تفاهم مار مخايل

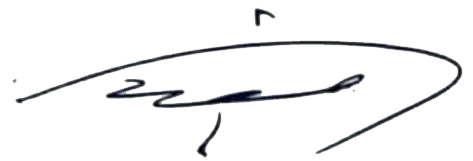

في 6 فبراير 2006، وقّع زعيم التيار الوطني الحر ميشال عون مذكّرة تفاهم مع الأمين العام لحزب الله حسن نصر الله في كنيسة مار مخايل، التي تقع في حارة حريك في بيروت، وترمز إلى التعايش بين المسيحيين والمسلمين في لبنان. ناقشت المذكّرة الاختلافات والأهداف المشتركة للحزبين، بينها: الديمقراطية التوافقية، قانون انتخابي نسبي، علاقات لبنان الخارجية وآلية نزع سلاح حزب الله. إثر هذا التفاهم، تأسس تحالف بينهما، وأدّى إلى دعم عون لحزب الله في حرب 2006، وتبنّي حزب الله ترشيح عون في الانتخابات الرئاسية 2014–2016.